# Mürbe Torte
Die Mürbe Torte (polnisch Tort kruchy) gehört zu den traditionsreichen Torten der polnischen Küche. Sie existiert in zahlreichen Varianten und besteht aus mehreren übereinander liegenden dünnen Mürbeteigböden. Zwischen den Böden befinden sich je nach Rezept verschiedene Cremes, Massen und Füllungen.
Zu den bekanntesten Varianten zählen:
- Tort kruchy krakowski (Krakauer Mürbe Torte) – In den Mürbeteig kommen gemahlene Mandeln, die Füllmasse besteht aus steif geschlagenem Eiweiß, Puderzucker und Aprikosenmarmelade, die Glasur aus Puderzucker, Aprikosenmarmelade sowie Zitronensaft, als Verzierung dienen Streifen getrockneter Aprikosen und Mandeln.

- Tort kruchy z masą z piany zaparzanej (Mürbe Torte mit gestockter Eischneemasse) – Der Mürbeteig enthält keine Mandeln oder Nüsse, die Füllmasse wird aus Zucker, Fruchtsirup (Himbeere, rote oder schwarze Johannisbeere), Essig und Eischnee im Wasserbad zubereitet, zur Dekoration werden häufig kandierte Früchte oder frisches Obst verwendet.

- Tort kruchy z masą czekoladową (Mürbe Torte mit Schokoladencreme) – Der Mürbeteig wird mit gemahlenen Haselnüssen zubereitet, die Füllmasse besteht aus Buttercreme mit Kakao, etwas Kaffee und Alkohol, glasiert wird die Torte meist mit Nougat oder Schokolade, verziert unter anderem mit gemahlenen Haselnüssen.

Daneben gibt es noch eine Reihe weiterer bekannter Rezepte, unter anderem mit Sahnecremes, Früchten, Orangenmasse oder Kajmak.